# Кирханшеринг
Кирханшеринг (њем. Kirchanschöring) општина је у њемачкој савезној држави Баварска. Једно је од 35 општинских средишта округа Траунштајн. Према процјени из 2010. у општини је живјело 3.151 становника. Посједује регионалну шифру (AGS) 9189127.

## Географски и демографски подаци
Кирханшеринг се налази у савезној држави Баварска у округу Траунштајн. Општина се налази на надморској висини од 417 метара. Површина општине износи 25,2 km². У самом мјесту је, према процјени из 2010. године, живјело 3.151 становника. Просјечна густина становништва износи 125 становника/km².

## Међународна сарадња
| Мјесто                     | Држава | Врста сарадње | Од    |
| -------------------------- | ------ | ------------- | ----- |
| Лихнови (повјат малборски) | Пољска | партнерство   | 1996. |
| Извор                      |        |               |       |